# Allen Guevara
Allen Esteban Guevara Zúñiga (ur. 16 kwietnia 1989 w Liberii) – kostarykański piłkarz występujący na pozycji prawego pomocnika. Zawodnik klubu CS Cartaginés.

## Kariera klubowa
Guevara seniorską karierę rozpoczął w 2008 roku w zespole Liberia Mia z Primera División de Costa Rica. Spędził tam dwa lata. W 2010 roku trafił do LD Alajuelense. W sezonie 2010/2011 wywalczył z nim mistrzostwo fazy Invierno oraz Verano.

## Kariera reprezentacyjna
W reprezentacji Kostaryki Guevara zadebiutował w 2011 roku. W tym samym roku został powołany do kadry na Złoty Puchar CONCACAF. Zagrał na nim w pojedynkach z Salwadorem (1:1) i Meksykiem (1:4). Z tamtego turnieju Kostaryka odpadła w ćwierćfinale.
W 2011 roku Guevara wziął również udział w Copa América. Na tamtym turnieju, zakończonym przez Kostarykę na fazie grupowej, wystąpił w spotkaniu z Boliwią (2:0).